# 埃雷茲
埃雷兹（希伯來語： אֶרֶז）是以色列西南部的一个基布兹，位于加沙地带以北1（0.62英里），埃雷兹口岸就位於其附近。
該基布兹建於1949年，1950年迁至现址。 2019年時人口为558人。

## 经济
基布兹拥有三大产业：农业（耕种、水果种植以及畜牧业）、制造业（塑料生產）以及研发。